# 伊藤初代
伊藤 初代（いとう はつよ、1906年〈明治39年〉9月16日 - 1951年〈昭和26年〉2月27日）は、川端康成の元婚約者。15歳の時に22歳の川端と婚約し、その1か月後に突然婚約破棄を告げた女性である。その事件による失意が川端の生涯の転機となり、様々な作品に深い影響を与えたことで知られる。川端の永遠に満たされることのなかった青春の幼い愛は、清潔な少女への夢や、聖処女の面影への憧憬を残し、孤児の生い立ちの克服という命題と融合しながら独自の基盤をなして、川端文学の形成に寄与した。
伊藤初代との事件を直接題材にした作品群は、発表当時は刊行本収録されず、川端の数え年50歳を記念した全集に初収録され、川端自身が「あとがき」において当時の日記（実名部分は仮名でみち子）を交えて半生を振り返りながら、そのモデルの存在について初めて具体的に詳らかにした。それ以降、その事件と川端文学との関連が論者の間で考慮され始め、川端のノーベル文学賞受賞以後は、より詳細な研究が進み、「伊藤初代」の実名や家族関係などが明らかとなり、川端没後は、さらに新たな事実関係や周辺人物の実名・地名が解明された。
2014年（平成26年）には、川端が初代に宛てた未投函の書簡1通と、初代から川端に宛てた書簡10通が川端の旧宅から発見され、川端が小説内で引用した文面との関連が確認された。また同年、初代の遺族の証言により、謎であった婚約破棄通告の真相の一端が事実であった可能性が明らかとなり、川端研究再考の一助となった。

## 生涯

### 生い立ち
1906年（明治39年）9月16日、父・伊藤忠吉と、母・大塚サイの間の長女として、福島県若松市（現・会津若松市）川原町25番地の若松第4尋常小学校（現・会津若松市立城西小学校）の使丁室（用務員室）で誕生。母・サイは臨時手伝いの用務員として時々学校で働いていたため、そこでの出産となり、「初代（ハツヨ）」という名前は、校長の長谷川代吉が名付けた。その時、伊藤忠吉とサイはまだ正式入籍しておらず、生まれたばかりの初代は母方の祖父・大塚源蔵の戸籍内で、サイの私生子として届けられた（戸籍名はハツヨ）。
伊藤忠吉は、岩手県江刺郡岩谷堂字上堰14番地（現・奥州市江刺区岩谷堂）の出身で、大きな農家の長男であったが、土地の風習で長子である姉・つねよが婿養子を迎えて伊藤家を継いだため、忠吉は同村の菅原家に婿入りし二児を儲けた。しかし忠吉の結婚生活はうまくいかず離婚し、職を求めて1897年（明治30年）に故郷を出て、北海道や仙台市を経て福島県若松市に渡っていた。
サイの父・大塚源蔵（祖父）は、福島県若松博労町字博労町94番地（現・会津若松市上町博労町4-24）で雑貨商を営み、かつては鶴ヶ城に出入りする御用商人であった。源蔵は孫・初代が生まれた3年後に、長女である娘・サイと伊藤忠吉の結婚を認め、忠吉は1909年（明治42年）8月17日、同市西名子屋町39番地（現・日新町）に戸籍を立て婚姻届を出した。
サイは忠吉の籍に入り、ハツヨ（初代）は嫡出子となった。若松第4尋常小学校の沿革史の1911年（明治44年）3月1日の項には、前任者退職の後をうけて「同日ニ於イテ 伊藤忠吉月俸五円、同サイ月俸四円ニテ使丁ノ任命アリ」と記載されている。夫婦は小学校の使丁室に住み込みで働き、1913年（大正2年）1月19日に同所で、初代の妹となる次女・マキが生まれた。

### 母親の死――子守奉公・上京
1915年（大正4年）3月10日にサイが肺炎で死去したため、忠吉は、次女・マキを連れ郷里の岩手県江刺郡岩谷堂に帰って子供を実家に預け、1916年（大正5年）に岩谷堂尋常高等小学校増沢分教場（現・奥州市立岩谷堂小学校）の使丁の職に就いた。
当時小学校3年で8歳の初代は福島県若松市の叔母・キヱ（サイの妹）に預けられ、子守や使い走りなどをしながら学校に通った（なお、初代も妹・マキと一緒に岩手県に連れられて、岩谷堂尋常高等小学校に3年から4年の始めまで通っていたという同級生・小原ミヅ（旧姓・遠藤）の証言があり、一旦父と岩手に渡った後に、福島に戻ったという説もある）。成績が良く首席であった初代は、若松第4尋常小学校4年に進級する時に学校長から表彰されたとされ、その時の、小さな身体に子守の赤ん坊をおんぶしている初代の姿に、参列していた来賓者や父兄たちが感涙にむせんだというエピソードが残っているとされる。
当時、祖父・大塚源蔵の営む「大塚商店」は時代の変遷のため経営に行きづまり、1915年（大正4年）10月13日に東京府小石川区初音町9番地（現・文京区小石川）へ戸籍を移した。それにより初代も小学校を4年の始めで中退させられ上京し、口入れ屋の手で医者、弁護士、旅館、料理屋などの家で子守奉公として雇われた。東京での生活も芳しくなかった源蔵一家は、その後の1922年（大正11年）には、北海道室蘭区（現・室蘭市）に転籍していった。

### 本郷元町カフェ・エランの女給へ

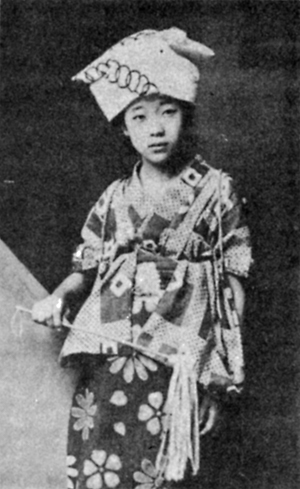
1918年（12歳）、本郷弓町の坪井写真館にて

初代は芸者置屋の子守などをする中、19歳年上の元吉原の娼妓の山田ますと知り合った。山田ますは東京市本郷区本郷元町2丁目の壱岐坂（現・文京区本郷3丁目）のカフェ・エランを経営しマダムをしていた。カフェ・エランは、ますが夫・平出実（平出修の義理の甥）と一緒に開店した店で、平出修の親戚がやっているという縁で、谷崎潤一郎や佐藤春夫なども訪れたとされ、店の壁には、平出実が支援していた東郷青児の絵が飾られていたという。
「エラン」（Elan）は、フランス語で「感激、高揚、活力、情熱」などの意味があり、「飛翔」の意味から、与謝野鉄幹あるいは与謝野晶子が名付けたとされる。店は主義者たちのアジトの役割もしており、平出実の知人の徳田球一、井之口政雄、百瀬二郎、折井仲三郎らも来ていた。しかし店を開いて1年経った頃、夫・平出実が店の女給・おしげ（本名・繁野）と駆け落ちしてしまい、傷心のますは百瀬二郎に励まされ、一旦閉めた店を続けていた。
初代は、そんなカフェ・エランに1918年（大正7年）以前から引き取られて、女給として働くようになり、親切な山田ますを「おばさん」と呼び慕っていた。その頃初代は、本郷弓町の坪井写真館で撮られた自分の写真（12歳の時の姉さまかぶりのたすき掛けのポーズや、13歳の桃割れの髪型姿）を郷里の父・忠吉宛てに「父上様」と付して送っていたが、それ以前の幼い2枚も発見されており、初代が父と別れてから毎年自分の写真を送っていたことが確認されている。
女手一つで店を切り盛りしていた山田ますは、無学であったため会計事務に不安があり、百瀬が折井仲三郎に頼み、慶應義塾大学医学部予科に通っていた藤森章（椿八郎）が帳簿付けの学生として1920年（大正9年）4月から雇われ出した。椿は店の二階に下宿し、学校に持参する弁当や、紅茶やケーキのおやつ付きの待遇で3か月間余りいた。
カフェ・エランはカフェとは名ばかりのミルクホールのような店で、テーブルが4、5脚とカウンターだけの簡素で家庭的な雰囲気であった。店員はマダムのますと初代と、もう1人田舎くさい女給の3人だったが、夏頃からコック見習の少年と、2人の女給が増えたと椿八郎は回想している。髪を日本髪（桃割れ）に結い、和服に白いエプロン姿で接客する初代は、ますの秘蔵っ子として育てられ、可愛さを引き立てるように飾り立てて店に出されていた。

### 一高生・川端康成との出会い

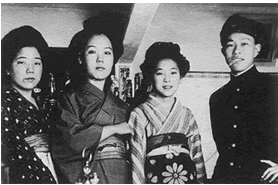
左から同僚女給、山田ます、初代（14歳直前）、藤森章（椿八郎）。1920年春、カフェ・エランにて

1919年（大正8年）の秋頃から、第一高等学校文科に通う3年生の川端康成（当時20歳）、石濱金作、鈴木彦次郎、三明永無の4人がカフェ・エランに姿を見せるようになった。饒舌な石濱と三明が先導して、鈴木と川端が追随する形であった。一高の寄宿舎の和寮10番室で寝食を共にする彼ら4人組は、通称「ちよ（千代）」「ちいちゃん」と呼ばれる可憐な少女女給の初代（当時13歳）を目当てに店に通うようになった。「初代（はつよ）」は東北弁で「はちよ」と発音され、「は」が抜ける音ために、「ちよ」と呼ばれるようになったとされる。
カフェ・エランの初代を知る以前、川端と三明らは白木屋に通い、16番女給（本名・山本千代）を目当てにコーヒーやお汁粉やプリンで2、3時間も店でねばっていたことがあった。そしてついに三明が後をつけて麻布区麻布十番（現・港区麻布十番）の裏通りの山本千代の家をつきとめプロポーズするが、山本千代にはすでに婚約者がいたという一件があった。そのため川端は、またしても〈ちよ〉と呼ばれる少女に出会ったことに奇遇を感じた。
川端ら一高4人組は、翌年の1920年（大正9年）の春から夏にかけてカフェ・エランに頻繁に通い、常連客となっていた。彼らが夜、寮に帰って来る時に歌っていた寮歌がいつの間にか、「ちィは可愛い。ちーは可愛い」という歌に変ったのを寮生が耳にするようになった。川端は日記に、〈女給千代〉を〈一寸可愛い子だ〉、〈僕だつてちいは好きだ〉と綴った。帳簿付として下宿していた藤森章（椿八郎）は当時の店の様子について以下のように語っている。
「ちよ（千代）」こと初代はその頃流行していた『沈鐘』の森の精の歌（ハウプトマン原作の歌劇で、北原白秋作詞、中山晋平作曲の歌。松井須磨子が劇中で歌唱）や、自作の即興の歌をしなしなと「まだ開き斬らない蕾」のような細い身体を振って口づさんでいた。石濱らは初代と一緒に歌い、会話が弾んだりしたが、川端は彼らの影にかくれがちで聞き役であった。そんな消極的な自分を、〈石濱三明の恋愛の強気にはさまれて、何をしてるのだ。哀れな男〉、〈エランの千代になんか、目玉の外まるで閑却されるぢやないか〉と川端は日記で自嘲した。
あまり酒の飲めない川端は寡黙にコーヒーを啜りながら、初代をじろじろ見つめることが多く、それに気づいた初代が、「あらまた康っさんがあたしを見ていらっしゃるわ」と言うと、川端は自分の癖に苦笑して赤くなったという。鈴木は、人気者の初代の印象について以下のように回想している。
ある日、カフェで眩暈を起こした川端が鏡台のある部屋に寝かせてもらっていた時、湯から帰った初代が鏡台の前に座り、しばらくして隣室の方へ移動して行った。ふと部屋の色が変わった気配がして川端が目を動かすと、背を向けている初代は身に着けていたものをさらりと落とし、新しい色のものを腰に巻いているところであった。
その時に見えた初代の裸体の幼さは、いままで初代を20歳の女のように思っていた川端を〈なんだ、子供なんだ〉、〈こんなに子供だつたのか〉と驚かせ、以前湯ケ野温泉で見た〈一つの少女の裸身〉を思い出させた。その少女は伊豆の旅の道中で道連れになった旅芸人の踊子で、その幼い無邪気な裸身は、彼女を娘盛りと思いつめていた川端の心を〈すがすがしく〉させる清らかさであった。
マダム・ますは、初代を実の娘のようにとても可愛がり、初代に絡む酔っ払い客をたしなめ、大事に扱っていた。当時30代前半の「すらりと背の高い面長な日本風のすこぶる美人」のますを目当てにやって来る客も多く、「絶世の美人と称するに足る美しい人」と讃辞する今東光も、マダムの方に気があった。そんなますのファンの中に、東京帝国大学法科3年の福田澄男（彫刻家・石井鶴三の甥）がいて、ますの方も次第に7歳年下の福田に傾倒していった。ますと福田は1920年（大正9年）7月10日頃に皆で行った潮干狩りの時から、男女関係となった。

### 岐阜・加納町の西方寺へ
1920年（大正9年）7月に福田澄男が帝国大学を卒業し、台湾銀行に入社することに決まると、マダム・ますは福田と一緒に台湾に行くことを決意して、初代と新入りの女給・多賀ちゃん（仮名）も連れていくことにした。多賀ちゃんはカトリック女学校出で英語が出来た。同年9月、3人は東京駅で知人ら20人に見送られ、ますの郷里の岐阜県稲葉郡加納徳川町（現・岐阜市加納）にひとまず向かった。
3人はしばらくの間、ますの実家にいたが、その間にやはり台湾まで初代ら少女を連れていけないということになった。初代は、「おばさんと別れるなんて、ちよは悲しい、つらい」と書き残している。そこで、ますは姉・高橋ていが住んでいる加納町6番地（現・加納新本町1）の浄土宗西方寺に初代を預けることにした。
西方寺の住職・青木覚音は妻を亡くした後、ていと夫婦同然で生活していた。青木覚音は当時数え年で49歳、ていは41歳であった。多賀ちゃんの方は東京に戻り、経営者が代わったカフェ・エランで再び働くようになった。初代が岐阜にいることを知った常連客の中学生・一ノ倉三郎や、法学士の大学生（福田澄男の友人）の少なくとも2人が岐阜を訪ねて行った。
その頃、西方寺では住職・青木が自らの手で本堂の建築をしていて、初代もその手伝いで壁塗りなどをさせられていた。主婦・ていの小言も多く、初代は裁縫とお花の稽古に通わせてもらっていたが、その界隈でも何かと人が初代の悪い噂をして意地悪をしてきた。父・忠吉のいる岩手県がどこにあるのか分からない初代は日本地図が見たかったが、住職夫婦は地図を買ってくれなかった。初代は毎日、そりの合わない養父母の住職夫婦と喧嘩ばかりしていて、東京に戻りたいと思っていた。
初代が岐阜に行った同年1920年（大正9年）7月、川端康成ら4人は一高を卒業し、川端と鈴木彦次郎、石濱金作は9月に東京帝国大学文学部英文学科、三明永無は同校のインド哲学科に入学した。山田ます経営のカフェ・エランが閉店して初代がいなくなり、鈴木は初代を題材にした小説『薄命』を創作しようとしていたが、翌年の1921年（大正10年）4月にそれを断念した。
川端はその年1921年（大正10年）の夏休みの終り、郷里の大阪府から上京する9月16日に、島根県から戻る三明と京都駅で落ち合い、初代を訪ねるために岐阜駅で途中下車した。三明も初代に気があり、初代もカフェ・エランにいた頃、三明になついていたため、人と争うことが嫌いな川端は積極的になれなかったが、そんな川端の消極的な性質を三明は知っていた。春に1人で西方寺に立ち寄っていた三明は、岐阜駅前の岐阜市神田町10丁目にある濃陽館（現・大岐阜ビルの西の端にあたる）に川端を待たせ、初代を呼び出しに行った。

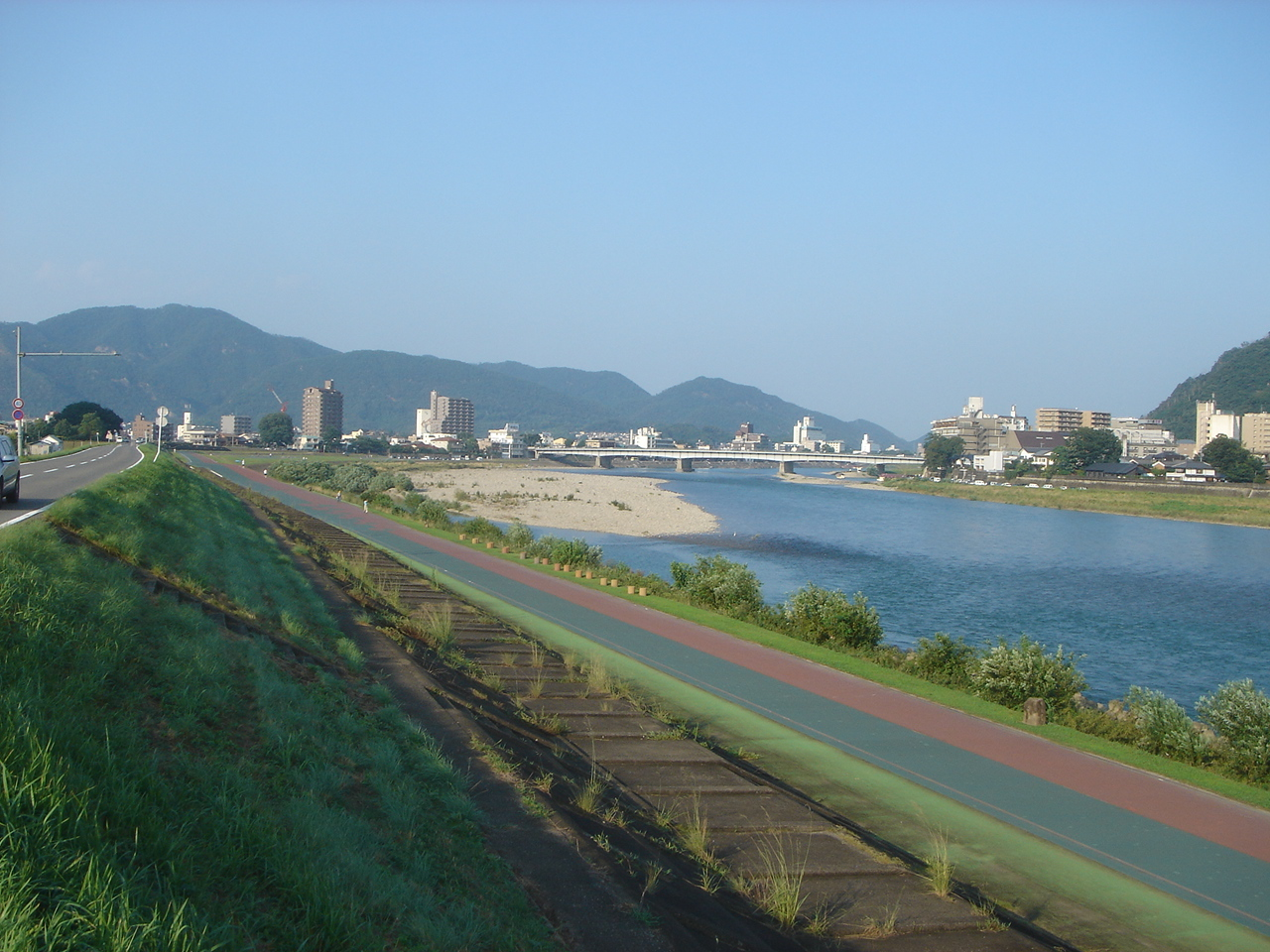
長良橋

その間、川端は路面電車で長良川を見に出かけ、岐阜公園の名和昆虫博物館を見学し、濃陽館に戻ると初代はもう来ていて三明とトランプをしていた。川端を見て少し顔を赤らめた初代は東京にいる時よりも健康そうで、〈家庭の娘らしく〉なり、〈静かなすなほな親しみ〉を川端に感じさせた。いままで川端は〈第三者の位置〉になりがちで、直接に初代と話せなかったが、この時は〈楽にくつろげ〉、いつも闊達で一方的に話す三明が穏やかに川端に会話を譲っていたので、直接に初代と話せて心を通わせられた。川端は2人を長良川に誘い、岐阜市湊町392-2の宿・みなと館（現・ホテルパーク）で昼食をとった。
初代の手は壁塗りのせいで荒れていた。三明が嫌がる初代の手相を見ると、こんな乱れた線は初めてだねと感情線や知能線、婚姻線、金星帯を見て言った。川端は自分の波乱万丈の生涯を予期する手相と同じく、〈珍しい手相の似通ひ〉を初代に感じ、そこに〈新しい感傷〉を見出していた。初代は、左官屋の真似までさせられている西方寺での生活が嫌でたまらないことを2人に打明け、養父母と毎日のように喧嘩をして泣き続けていると訴えた。初代と別れる岐阜駅までの帰りの車の中、川端は、日本地図を欲しがっていた初代の膝に、そっと金包みを置いた。
川端は、寄る辺のない初代を何とか自分の元に引き取ることを考え、東京への帰りの途上でその思いを三明に打明けた。三明も初代を慕っていたが、普段は無口な親友・川端の強い誠実な思いに打たれ、結婚したらどうかと勧め、2人の婚約に協力することにした。物心つかない時に両親を亡くし、姉や祖父母にも死なれた孤児の川端には、家族を持つことへの憧れがあり、〈女房がほしい〉という希望があった。

### 川端との婚約――長良川にて
川端は東京に戻ると、郷里の分家筋の川端岩次郎宛てに〈非常に一身上の重大なこと〉のための借金を申し込み、再び三明と岐阜へ行く旅費などを準備した。岩次郎は本家の康成を大事なたった1人の青年と心得ていたので、可能なかぎり臨時の出費に応じていた。
川端と三明は1921年（大正10年）10月7日の夜行列車で東京を発ち、翌10月8日に再び岐阜駅にやって来た。2人は駅前の濃陽館で朝食をとった後、加納町に向った。前回は三明だけ西方寺に行ったが、今度は2人一緒に寺を訪れた。名産の雨傘と岐阜提灯を作る家が多い田舎町の加納町にある西方寺には門がなく、壁塗りの手伝いをさせられている初代の姿を川端は見た。
名古屋方面の修学旅行のついで寄ったという口実で初代に挨拶した後、本堂に招き入れられた川端は、住職夫婦（青木覚音と高橋てい）と初対面したが、その養母の第一印象から〈嫌な感じ〉が伝わり、大きく逞しい和尚の養父の方も〈院政時代の山法師、雲突くばかりの大入道〉のような悪印象であった。青木住職は、川端が初代に出していた手紙（どうしても逃げ出したいなら電報を打てという内容）を開封して読んでいた。耳の遠い住職に、無口な川端は話の糸口がつかめず、闊達な三明の機転により囲碁で間をもたせて、昼からは柳ケ瀬の菊人形を見物したいという口実で何とか初代を外に連れ出すことができた。
加納天満宮の境内の路を抜け、川端は横を歩く初代を、〈体臭の微塵もないやうな娘だと感じた。病気のやうに蒼い。快活が底に沈んで、自分の奥の孤独をしじゆう見つめてゐるやうだ〉と思った。3人は前回と同じ長良川付近のみなと館へ向かったが、9月の台風で雨戸が壊れて休館していたため、川向うの稲葉郡長良村下鵜飼102-3の鍾秀館へ行った。

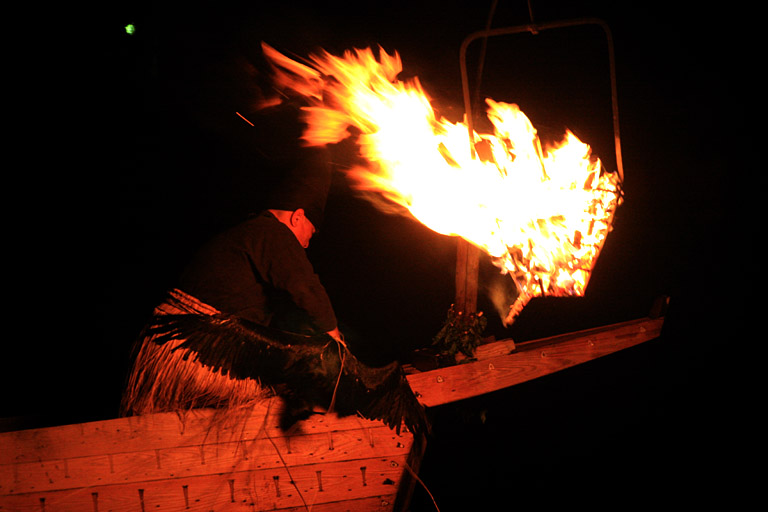
長良川鵜飼

川端が結婚申し込みをする前に、三明が先ず初代に川端の気持ちを話しておくという打ち合わせにしていたが、三明はすでに西方寺で初代に、お前にとってこんないい話はない、2人はお似合いだと説得していたため、先に風呂に行った。川端はそれを知り、緊張しながら座敷の初代に話を切り出すと、初代はさっと青ざめた後に顔を赤くして、「わたくしには、申し上げることなんぞございません。貰つていただければ、わたくしは幸福ですわ」と答えた。
その〈幸福〉という言葉は〈唐突な驚き〉で川端の〈良心〉を飛び上らせた。初代は、自分の戸籍を西方寺に一旦移してから、貰って下されば嬉しいとも話し、川端は小説家として生計を立てていくことを伝えた。初代は風呂から上がって部屋に戻ると、手提げ袋を探って廊下に出ていった。化粧直しでもしているのかと廊下の方を川端がそっと見ると、初代は欄干の上に顔を押しあて、手で眼を抑えて静かに泣いていた。そして川端の方を見て赤い眼で微笑した。
夕食になると初代の緊張もほぐれて朗らかな美しい表情となった。やがて外が暗くなり窓から一緒に、長良川の川瀬をこちらに向ってくる鵜飼の篝火を見た。丙午生まれの初代は、「午が祟ってゐたんですね」と自分の生い立ちを振り返り、新しい未来に希望を持っていたようだった。この時、川端は22歳、初代は15歳であった。

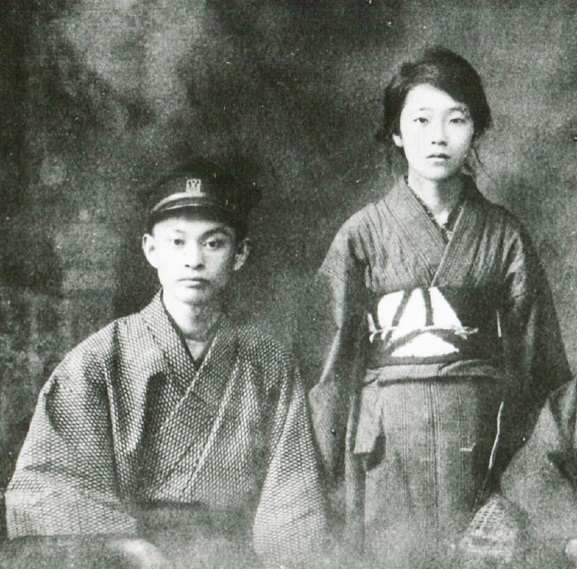
1921年10月（15歳）、岐阜市の瀬古写真館にて川端康成と婚約記念撮影

その晩、3人が鍾秀館を出て、電車で駅前の濃陽館に帰る車中、三明は川端と初代を2人だけにさせようと気を利かせ、途中1人柳ケ瀬で下車したが、川端は停車場で降りると初代を宿に寄せずに、すぐに車に乗せて西方寺へ帰した。2時間ほどして柳ケ瀬の遊廓から戻った三明は、川端が初代に何もしなかったのを知り、意外だという顔をした。当時の川端は女性の手も握ったことのない童貞であった。
翌日の10月9日、少し遅れたが約束通りに初代は宿にやって来て、3人は裁判所前の今沢町9番地の瀬古写真館に行き、最初は三明も入れて写し、それから川端と初代2人だけで婚約記念写真を撮った。着物の初代が手を広げた袂に隠しているのは、壁塗りで手が荒れていたためで、〈手を前に出すの大きく写るよ〉と川端が初代に小声で囁いたからであった。
川端は一日も早く初代を引き取り、その手をレモンやクリームを塗って治してやりたかった。その後、柳ケ瀬の岐阜菊花園の菊人形展を見に行き、料理屋で夕飯を食べた。店を出る際に下足番から川端の雨傘を受け取る初代に、川端は〈温かく寄り添はれた喜び〉を感じた。東京の自分の下宿に来ても何もしなくていい、子供のように遊んでいればいいんだよ、と川端が言うと、「そんなこと勿体なくて出来ませんわ」と初代は下を向いているような感じで川端を見上げながら微笑んでいた。
川端らと別れて初代が西方寺に戻ると、養母・高橋ていは、「東京に行きたくなったんだろう、一緒に行くがよいのになぜ戻って来た」と嫌味を言った。

### 川端の奔走――西方寺の反対

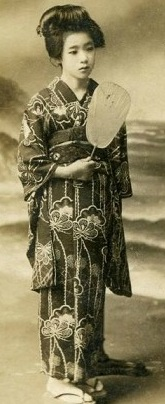
1921年（15歳）、岐阜の初代

川端が帰京すると、西方寺の住職・青木覚音から、初代との文通をやめてほしいという葉書が来た。それを知った初代はすぐに川端宛てに、「どうか悪く思はないで下さいませ。私は悲しくてなりません。（中略）かまいませんから手紙を下さい」と詫びて、「汽車のひびき」を聞くと淋しい、一緒に暮らす大正11年は「どんなに面白く暮すことでせう。それをたのしんでまつて居ります」と綴った。
幸福の絶頂の川端は、石濱金作や鈴木彦次郎にも初代との婚約を報告した。石濱や第6次『新思潮』同人から「独身送別会」を開いてもらった川端は、彼らの友情に感涙した。両親の顔の記憶もなく、〈ほんたうの子供心で暮したことがない〉生い立ちが、〈どんなに自分の心をゆがめてゐることか〉と日頃から思っていた川端は、幼い時から親と離れている初代に親近を感じ、彼女との〈結婚でその痛手を癒せると初めて自分の前に明るい人生の道が見えた喜び〉でいっぱいであった。
岐阜行へのお金を用立てた分家筋の川端岩次郎にも、川端は〈十六のほんの小娘〉を引き取って1、2年後に結婚する決意を報告し、〈身の置場のないやうな娘なので東京につれて来て、楽に私の思ふやうに教育してやりたく奔走してゐるのです〉と書き送った。そして、それに対する岩次郎からの返事（康成に生活費を毎月送金している親戚の秋岡家と黒田家が反対するのではないかという忠言）に対して礼を述べ、〈今更理性で動かし難くなつて居ります〉とし、無論常識から見て反対されるだろうが、〈誰に反対されても断じて遂行すると決心致して居ります故、時機を待つて居るのでございます〉と答えつつ、以下のように記した。
しかし、初代が預けられている西方寺の住職・青木覚音と高橋ていは、初代と川端たちの付き合いを快く思わず毎日のように初代を叱りつけ、川端から来た手紙を見せろ、返事を書くなと禁じた。初代は早く東京にいる川端の元へ行くことを望み、近所の5歳年上の娘と一緒に東京へ逃げたいから旅費を送ってほしいと川端に頼んだが、川端には、他の娘が一緒に来るのは困るのと金の余裕もなく、自分から正々堂々と西方寺へ赴いて初代を連れて行きたいという気持ちがあったので、初代の意向に反対し、その旨を伝えた。初代はその返事を1921年（大正10年）10月23日に書き送った。
川端は11月中旬に岐阜の西方寺へ正式に初代を迎えに行くことを告げていたが、初代はその時に養母が阻止することを予想し、やはり11月10日頃に自分が川端の元へ家出した方がいいのではないかとして、自分が東京へ行くか、あなたが来てくれるかの指示を仰ぎ、「私はどのやうなことがありましてもお傍へ参らずには居られません。お手紙を待つて居ります」と書き送った。
川端はそれに返信したが、その後初代からの返事がすぐに来ないので焦燥した。川端が初代に宛てた、〈僕が十月の二十七日に出した手紙見てくれましたか〉と始まる未投函の手紙（約700字）が残されている。2014年（平成26年）に発見されたこの手紙には、〈君から返事がないので毎日毎日心配で心配で、ぢつとして居られない。手紙が君の手に渡らなかったのか、お寺に知れて叱られてゐるのか、返事するに困ることあるのか、もしかしたら病気ぢやないか、本当に病気ぢやないのかと思ふと夜も眠れない。とにかく早く東京に来るやうにして下さい。恋しくつて恋しくつて、早く会はないと僕は何も手につかない〉という恋情の思いが綴られていた。

### 父親の承諾――岩谷堂にて
西方寺の住職夫婦の反対があっても、初代の実父・伊藤忠吉から正式な承諾を得れば大丈夫だろうと川端は考え、岩手県江刺郡に住んでいるという忠吉を10月末に訪問することにした。その岩手行きには三明永無の他、石濱金作と鈴木彦次郎も同行することとなり、三明の提案で、不審人物と見られないように東京帝国大学の学生らしく制服制帽で正装した。
4人は東北線の水沢駅から6キロ離れた江刺郡岩谷堂に自動車で赴き、役場で忠吉の戸籍謄本をもらい、忠吉が使丁（用務員）をしている岩手堂字上堰の岩谷堂尋常高等小学校増沢分教場を訪問した。校長・高橋藤七と忠吉に面会した4人は、自分達の泊まる宿まで忠吉に来てもらい、川端と初代の婚約を報告し承諾を願い出た。忠吉は急な話に動転して答えに窮し、出された料理にも手をつけずに膝に手を置いたまま何も返事をしなかった。
その夜、改めて学校に来てほしいという言伝を持った使いが4人の宿にあり、彼らは学校の宿直室へ行った。友人の誰かが忠吉を説得するために、病死している川端の父親を日露戦争で戦死したと言い、ひ弱そうに見える川端を擁護した。忠吉は当直の教員・鹿野新八に付き添われており、鹿野が忠吉は初代本人の気持ちが解らないからと言っていると代弁した。
川端は、証拠として初代の10月23日付の手紙と岐阜の瀬古写真館で撮った婚約記念写真を持参していたが、「愛」「恋」と書かれている文面が父親を傷つけるかもしれないと思い、写真の方だけを見せた。忠吉は写真の初代を見て涙をこぼし、娘本人がそう希望したなら、それでよい、と小さな声で答え、その気持ちが素直に伝わり川端の胸を打った。承諾を得た翌日の朝、改めて川端だけで再び学校にいる忠吉に挨拶をした後、4人は鈴木の実家のある盛岡に寄り一泊してから11月1日に帰京した。
初代の父・忠吉の承諾を得た川端は、改めて忠吉へ挨拶と地固めの手紙を出し、台湾にいる山田ますへは自分が責任をもって連絡相談することと、もしも西方寺の初代へ手紙を出す場合、養父母に開封されるため、初代が寺を出たがっていることは自分と関係ない旨を書くようにお願いして、以下のように書き送った。
15歳の初代と一緒になれるという〈奇跡のやうに美しい夢〉を持った川端は、忠吉と会ってから数日後、〈若い恋愛の勢ひ〉で小石川区小石川中富坂17番地（現・文京区小石川2-4）の菊池寛宅を訪ね、結婚するため翻訳の仕事を紹介してほしいと願い出た。
菊池は、「今頃から結婚して君がcrushedされなければいいがね」とぽつりと心配したが、何の批判も詳細追及もせず、近々1年近く洋行する自分の留守宅に川端と初代が住んでいいと言い、その間の家賃も菊池が払い、生活費も毎月50円くれるという〈思ひがけない好意〉をくれた。川端は、菊池の親切に〈足が地につかぬ喜びで走つて〉帰り、〈芸術精進の一念〉に燃えながら、恋に心が清らかになり、何を見ても明るかった。
初代との新居は三明の世話で、本郷区根津西須賀町13（現・文京区向丘2丁目）の戸沢常松方の二階に八畳二間の部屋を借りて、家財道具も揃えた。家主からも新妻の到着を期待され、初代との新生活への夢に川端の希望は膨らんでいた。

### 初代の「非常」――婚約破談
1921年（大正10年）11月8日、再び菊池寛宅を訪ねた川端は、そこで初めて横光利一を紹介され3人で本郷区湯島切通坂町2丁目6（現・文京区湯島）の牛肉屋「江知勝」に行き、菊池に牛鍋を御馳走になった。横光が先に帰ると菊池は、がま口からお札を取り出して、引っ越しにかかる金を川端にくれた。
川端は感謝し、すぐさま団子坂（現・文京区千駄木2丁目、3丁目）に住む三明を誘って、初代との新居用の冬の座布団を5枚買い、明日引っ越す根津西須賀町の家に立ち寄って、その荷物が届いたら受け取っておいてもらうように家主・戸沢一家に頼んだ。他にも鏡台や女用の枕などを買わなければと嬉しく想いつつ、用事が済んだ川端が浅草区浅草小島町72の坂光子方の下宿に帰ると、初代からの手紙が届いていた。
呆然自失した川端は、〈非常。非常。非常とは何だ〉と混乱の極致で初代の手紙を何度も読み返しながら電車に乗り、すぐさま団子坂の三明にも見せ、原因は男かと訝ると、三明も「女が言へないと言ふのは、処女でなくなつたことしかないね」、「この前来ると言つた時に、東京に来さしてしまへばこんなことはなかつたんだ。機会の前髪を掴まなかつたからいけないよ」と言った。
とにかく夜行列車で岐阜に行くことにした川端は、駒込郵便局で、「ミチコイエデスルトリオサヘヨ」という差出人無記名の電報を西方寺へ打った。三明は金を工面しようと友人のところへ寄ったが留守であったため、川端は東京駅で菊池寛宛てに借金申し込みの手紙を書いて三明に託し、1人夜行列車に乗車した。
翌11月9日の昼近く、川端は西方寺に着いた。突然現れた川端に怪訝そうな養母・高橋ていは、この頃初代を1人歩きさせないようにしていると言った。川端は初代が居ることを知って少しほっとし、彼女が家出したいと思うようなことがなかったかを訊ねたが、ちっとも存じませんと言われた。川端は詫びたいことがあると嘘を言って初代を呼んでもらった。
出て来た初代の〈苦悩のかたまり〉のような様子を一目見て、川端は、〈謝罪の気持〉で縮んだ。初代の皮膚は白い粉がふきカサカサで憔悴し、長い苦痛の色が見えた。自分との婚約が初代をこんなに苦しめ不幸にしたのかと川端は悟った。
川端が駅前の宿・濃陽館に戻ると、三明からの電報為替が届いていた。疲労でぐったりしていた川端は、三明にも岐阜に来てもらいたく電報を打ち、翌11月10日の朝、三明がやって来た。川端は初代への便箋20枚ほどの手紙を夕方までかかって書き、初代のための汽車賃と一緒に、西方寺に行く三明に託した。その手紙を見た初代の心は和らぎ、正月時の寺のどさくさに紛れて家出できるようにしたと三明は川端に報告した。

### 初代の変化――「非常」の後
川端らが帰京すると、11月11日付で初代から謝罪の手紙が届いた。そこには正月に川端の元に行くということと、寺の親戚の娘が見ていたために、父親宛てに川端との婚約を断わる手紙を書いてしまった、だから父親から断りの手紙が来たら、事情を説明する手紙を書いてほしいということと、手紙の取次ぎは裁縫とお花を習っている家・村川で頼んでもらうという内容が記されていた。
11月21日、川端は初代の父・忠吉宛てに、その初代の手紙を引用しながら、〈初代様が何時東京に来ても困らないやうに致して御座います。将来が御心配でしたら、出来るだけ早く籍をいただきたいと思ひます。唯岐阜のお寺に、何時までも長い年月置くことは、私も厭で御座います。面談を要することがありましたら、何時でも御地へ参ります〉と書き送った。
10日間ほど音沙汰のない初代の手紙を気にかけながら、新居に初代を迎えるため、川端は女用の品物（鏡台、櫛、化粧品、裁縫道具など）を買い整える準備をしていると、11月24日付の手紙が初代から来た。川端が渡した汽車賃の小為替も返され、その内容はこれまでの初代の態度とは違う不可解な内容で、永久の分れを告げる最後の手紙であった。
川端は、初代を東京に迎えても、まだ15歳の彼女を抱かずに、しばらく少女のままにしておくべきでないかと真面目に悩んでいたのに、「お金の力でままにする」という言葉は心外であった。着物も、新しいものを持って初代を正式に迎えに行くため、仕立てるための寸法を聞いただけのことであり、悉くこちらの真意を曲げて取るような文面に絶望感を覚えた川端は、三明に相談に行った。
おそらく寺の養父母にいろんなことを吹き込まれ、感化されやすい初代が動かされてしまったのであろうかと2人は考え、あきれた娘だ、きっぱりやめたまえと三明は言った。初代の勝手な態度に呆れている三明の手前、仕方なく川端は諦めると言った。
その年の冬となり、川端は傷心と寒さに耐えかねて、3年前の1918年（大正7年）秋に行った伊豆湯ヶ島温泉に逃げたが、思うのは岐阜の田舎町で侘しく暮らす初代のことばかりで、「謹賀新年」とだけ書いた年賀状を初代に出した。初代はその年1921年（大正10年）11月に、岩手県江刺郡岩谷堂に帰り、1か月ほど父・忠吉と妹・マキと暮らしたが、そこに落ち着けずに再び東京へ出て、カフェの女給として働くことになった。

### 初代の上京――暴力団の一夜
1922年（大正11年）3月、川端が石濱金作らと久しぶりに本郷元町のカフェ・エランに行ってみると、以前いた女給の1人が新たな経営者と夫婦となっていて、彼女から初代が東京で来ていることを知らされた。早速、初代が働いているという本郷3丁目のカフェ・パリに行って覗くと、初代の姿が見え、石濱らはすぐに店に入ろうとするが、川端はそれを押しとどめ、明日自分1人で会いたいと言った。翌日、学年試験の後1人で店に入り、初代にもう一度考え直してほしいと川端は頼むが、初代は、もう自分はいない者と思って忘れていただきたいと冷たい態度で川端を帰した。
その後日、川端は石濱と一緒にカフェ・パリに行くが初代は店に出ておらず、朋輩の女給から初代は権藤（あるいは権堂）という20歳の学生（福岡県出身の百万長者の息子）の下宿に行っていると告げられた。その雨の夜、石濱に促され、権藤の下宿屋の前まで行ってみた後、川端は石濱の下宿に泊まり、霰の降り出した朝まで語り明かした。
翌日の夜もカフェ・パリに行くと、初代はついさっき来て、夜行列車で権藤の故郷の九州に行くと朋輩の女給に告げていた。川端と石濱がそのまま店の二階にいると、階下に、一高と帝大の先輩の川島（仮名）がやって来た。「パルチザン」という渾名の川島は法学士と弁護士の資格を持ち柔道四段で、この界隈の不良仲間の首領格として、私大の柔道選手らを引き連れていた。
前から初代に目をつけていた川島は、店の帳場で畳に短刀を突き立てながら、店の主人に初代の居所を聞き出すと、それならお前が2人（初代と権藤）をまとめてやれと引き下がり、川端と石濱を飲みに誘い無銭飲食で2、3軒つき合わせた。無頼な川島連中は、関係のない客に理由なくつっかかり喧嘩をした後、川端と別れる時に、初代のことはさっぱり諦めろと忠言した。
カフェ・パリには何人もの客が初代を目当てに通い、結婚の口約束をした翌日に、初代の名前を左腕に刺青して来た男もいた。その頃のカフェを知る今東光によると、初代に惚れ込んだヤクザな常連客が、自分の女に横恋慕する奴だと川端を名指しし、撲るとか斬ると言っていたのを知ったため、今東光は相棒の宮坂普九と一緒に、「其奴を殴り倒し二度と川端に対して手を出せないように仕様と、実は短刀まで用意した」と述懐している。川端は、荒れたカフェと自身の内面を交錯させるように小説に綴った。

### カフェ・アメリカの初代
初代への思いが断ち切れない川端は、自分の容姿が嫌われた原因かと考え、〈身体の与ふる気分多少関係あるべし。健康な青年体になりたしと刻々と思ふ〉と1922年（大正11年）4月4日の日記に綴り悩んだ。また、初代との写真を見ながら、〈いい子だつたのに、いゝ女だの念しきりなり。彼女の手紙読む。一時本当に我を思へるごとき文字の気配を思ふ。いい性質文に現はれたりと思ふ。哀愁水の如し〉と綴り、道ですれ違う娘が初代に見えたりした。
その後、初代が浅草区のカフェ・アメリカにいるという情報を鈴木彦次郎が葉書でよこし、川端は三明と共にその店に赴いたが、初代はあえて川端を見ないようにしていた。三明が翌晩に行って、権藤との一件を初代に問うと、初代は九州に行っていないと否定したらしいが、それは三明が川端を気遣っての報告のようであった。カフェ・アメリカで女給をしていた頃の初代は、「クイーン」と呼ばれて「浅草一の大美人がいる」と噂されるほど評判となっていた。カフェ・エランで女給をしていた頃の「赤いコール天の足袋をはいたチー坊」の少女の頃とはすっかり変っていた。
傷心を抱えた川端は、古日記や古手紙を携えて7月末から再び、伊豆湯ヶ島の湯本館（田方郡上狩野村湯ヶ島1656番地）へ行った。そこに1か月ほど滞在した川端は、大阪府立茨木中学校（現・大阪府立茨木高等学校）時代の寄宿舎での小笠原義人との同性愛や、一高2年の秋に初めて旅した伊豆で出会った踊子・加藤たみとの思い出を「湯ヶ島での思ひ出」として綴り、素直で無垢な好意や信頼を自分に寄せてくれた2人の存在を再確認することで、初代の〈不可解な裏切り〉によって〈潰えようとする心〉を支えた。この原稿107枚の「湯ヶ島での思ひ出」の草稿は、のちに川端の名作『伊豆の踊子』、『少年』に発展した。
1923年（大正12年）1月14日に、石濱金作と浅草へ行った川端は、映画『漂泊の姉妹』の看板の女優（栗島すみ子）が初代に似ているのに驚き、彼女が女優になったかと思って、伊豆の踊子をも彷彿とさせるその娘旅芸人姿に惹かれて映画を観た。石濱もその女優を、初代にそっくりじゃないかと言った。川端は「さうかなあ」とごまかしながら初代のことを思い巡らし、浅草に住みたい、カフェ・アメリカに行くために、質屋に出している洋服とオーバーを戻したいと考えた。
1月25日の雪の日、三明からインパネスを借りた川端は、石濱とカフェ・アメリカに行った。しかし初代はいなかった。その店の女給・信子によると、初代はカフェの女給を辞めて、岩手県の父親の元へ帰ったという話であった。
川端は〈そうか〉と心静まると同時に、落胆、失望の思いもするが、これまでの様々な自分の情けなさや、自分の服装がみじめで店に来るまで躊躇していたこと等を考え、〈下らぬことより、正しき心に自ら反くこと何回ぞや。静思せよ〉、〈彼女の激動、一年間の身境涯の変化には余も一半の責任あり。特に余の恋ひ渡りながら、女の腐つたやうに、うじうじせしこと、死すともわが心及び千代に謝しがたし〉と反省した。そして、もしも自分がもう一度、岩谷堂を訪ねて思いを打ち明けたら、再び初代が自分の方を向いてくれるかもしれない等とも考え、初代への様々な想いを日記に綴った。

### 初代の同棲の噂――川端の未練
父親のいる岩手の故郷に帰ったとされた初代であったが、石濱金作がカフェ・パリの女給・琴子らから得た情報では、初代は京橋区のカフェ・北日本に2、3日いた後に品川区に家を持って住んでいるということであった。どうやら初代には男（恋人）ができて、まだ東京に住んでいるということが、1923年（大正12年）5月に川端に知らされた。かすかな希望も絶たれて絶望感を味わった川端は、そのことでようやく初代との恋愛事件をその後、具体的・統一的に書き始められるようになった。
川端がその情報を知った頃、初代はすでにカフェ・アメリカの支配人の中林忠蔵（初代より13歳上）と結ばれ、東京市下谷区池之端で暮していた。初代は、妊娠中で、11月に長女・珠江を出産した。その時はまだ初代と中林は正式に結婚届はしておらず、戸籍上では、翌年1924年（大正13年）3月8日に結婚し、珠江は東京府滝野川町（現・北区滝野川）で3月30日生として出生届がなされた。
初代との事件のことを書き始めた川端は、1923年（大正12年）7月10日に最初の一編となる「南方の火」を第6次『新思潮』8月号に発表した。「南方の火」という題名は、初代が丙午生まれということから付けられた。9月1日、関東大震災が起こった。本郷区駒込千駄木町38（現・文京区千駄木1-22）の下宿で震災に遭った川端は、とっさに品川にいるはずの初代のことを思い、幾万の避難民の中に初代の姿を捜し、水とビスケットを携帯して何日も歩いた。

### 「非常」の真相
1923年（大正12年）10月に石濱がカフェ・エランの店の前にある煙草屋の主婦から情報を聞き出し、初代が岐阜の西方寺にいた時、強姦され自暴自棄になって家出してしまったことを、川端に知らせた。初代を犯したこの人物は、伏字のない川端の日記原文には〈千代は西方寺にて僧に犯されたり〉と綴られていた（川端が実名類を伏せていたものでは、この部分を「みち子は岐阜○○にありし時、○に犯されたり」としている）。
なお、この西方寺での強姦事件が事実であったことが、2014年（平成26年）に、初代の遺族（三男・桜井靖郎）の証言で確認されている。靖郎は姉の珠代から、この母の「非常」の秘密の事実を聞かされていた。初代が戦後すぐ書いた日記によれば、川端とは1922年（大正11年）2月に会い、その時それを告白したと書かれているという。
煙草屋の主婦によると、初代はカフェ・パリでの権藤とは「関係なし」「誰があんな男と」と吐き捨て、権藤の故郷の福岡県には行ったが、権藤の姉に咎められて、30円だけ渡されて1人で帰京したという。権藤は家から勘当され苦学生となるが、初代を気の毒がった煙草屋の主婦が小遣いを求めた。初代は権藤から金時計を貰うが、それを「汚らわしい」と投げたとされる。川端が初代に出した数々の手紙は、煙草屋が預かっていた。川端は、〈手紙を東京へ持来りしは不思議な気す〉と思い、初代が西方寺を家出する時に、川端の手紙を大事に持って来ていたことに、まだ何かを期待をしたい気持ちを抱いた。
初代と川端の間には肉体関係はなく、その幼い恋は川端の〈遠い稲妻相手のやうな一人相撲〉に終わったが、川端の〈心の波〉は強く揺れ、その後何年も尾を曳くようになった。最初の『南方の火』以後も川端は、初代との一件を直接に題材にした小説を書くようになった。川端は初代の愛を失った原因に、自分の性格的なものと肉体的なものの両面から考えつつ、そんな自分でも好いてくれる女の人もいたことに思いを馳せて、結局は自分の中に孤児根性やコンプレックスからくる卑屈さやいじけた精神、友人に頼る他力本願、形式にこだわって機会を逃し、初代をすぐに家出させなかったこと等を反省した。

### 仙台移住から再上京――カフェ・聚楽
浅草のカフェ・アメリカは関東大震災で倒壊した。中林忠蔵と初代は東京では仕事が見つからないため、1924年（大正13年）に宮城県仙台市に移住し、中林は仙台駅前のカルトンビルの中にある高級レストラン「カルトン」の支配人となった。カルトンビルは仙台で唯一の5階建てビルであった。一家は、御霊屋下（現・青葉区霊屋下）の家を借りて住んだ。翌1925年（大正14年）3月に、初代の妹・マキが岩谷堂小学校を卒業すると初代に引き取られて、赤ん坊の珠代の子守や家事を手伝った。
その頃、伊豆の湯ヶ島に滞在することが頻繁になっていた川端は、1926年（大正15年）3月31日、湯本館からの帰りの大磯駅で、初代に似た夫人が青年紳士と車室に入ってくるのを見かけた。その女性は川端に気づいた風であった。そして藤沢駅から奇遇にも片岡鉄兵と池谷信三郎が乗って来て、座る席のない2人に合わせた川端が彼らと立ち話をしながら、初代らしき女性を盗み見ると、〈目を閉ぢ顔を紅らめ〉、〈苦痛〉を現した。
しかし、裕福な人妻になっているらしき姿から、〈彼女よき人のもとによき日々を送り居ること明らかとなれり。何となく喜ばし〉と川端は日記に綴った。この出来事は、『伊豆の帰り』（1926年）として作品化されたが、この夫人が初代であったかどうかは、後年に川端自身が〈疑はしい〉とも考え、初代の妹・マキも、絶対とは言い切れないが、初代夫妻が子供も連れずに2人旅をしたということはなかったと思うとしている。
中林忠蔵は1926年（大正15年）4月頃から結核性の病に倒れ、生活に困窮した初代は職を求めて、馴染みのある東京へ行くことを決意し、同年の末頃に一家4人で上京した。一家は東京府北豊島郡三河島町（現・荒川区町屋）の火葬場・博善社（町屋斎場）近くの長屋（六畳三畳）に住み、妹・マキが中林の看病と珠江の子守し、初代はカフェ・聚楽で働いた。カフェ・聚楽は、震災後の復興の東京に次々と増えたカフェの一つで、一時期は震災前からあった老舗カフェ・オリエント（カフェ・アメリカの後身）にも対抗する勢いであったが、次第に他の新興カフェ同様に客が減って寂れていった。
カフェ・聚楽の初代には、パトロンの客・徳川喜好（華族の息子で、徳川慶喜の孫）がいて、三越で着物をあつらえてもらい、子供にもハイカラな洋服を作ってもらっていた。カフェ・聚楽の社長は、徳川の財で傾きかけた事業を再建しようと、徳川喜好を抱きこむのに初代の力を期待し、初代もそれに応じて店のために一役買うといった男気めいたものがあった。病身の夫・忠蔵が自殺未遂をしたこともあった。1927年（昭和2年）の春頃、岩手県から初代の父・忠吉が上京し、赤ん坊や若い娘を病人のそばに置くのは心配だとして、珠江を仙台市の中林忠吉（忠蔵の叔父）に預けて、マキを江刺郡岩谷堂に連れて行った。その後、6月28日に中林忠蔵は死去した。
初代は夫・忠蔵の遺骨を持って、夫の郷里の青森県黒石町（現・黒石市）に行き、中林家の菩提寺妙経寺の墓地に納骨法要した。納骨後、岩手に寄り、珠代を連れて上京した初代は、カフェ・聚楽の近くの浅草新谷町（現・台東区千束）の石山家具店の二階に間借りした。初代は、ますます酒を飲むようになり、カフェ・聚楽の女部屋で泥酔する初代を、幼い珠江が迎えに来た。やがて初代はカフェ・聚楽からカフェ・オリエントに移っていった。
カフェ・聚楽に初代がいた間、ちょうど同時期に佐多稲子もそこで女給をしており、当時働いていた10人ほどの女給たちを描いた小説『レストラン・洛陽』を、「窪川稲子」の筆名で1929年（昭和4年）9月に発表するが、その作中で最も多く描かれている「夏江」は、初代をモデルとしている。佐多稲子によると、当時の初代は「痩せぎすのすらりとした」姿に、「ごむ」のような柔らかく弾む足どりで、「グラヂオラス」のような明るい派手やかさがあり、底意のない無邪気な「うん」「あいよ」という返事で、「アハアハと目を細くして、大きく口を開いて」笑い、時に、男にバカにされれば、涙声で本気で食ってかかるような、感情表現が素直で快活な女性だったという。
この『レストラン・洛陽』を奇しくも、当時の文芸時評で取り合上げた川端は、初代をモデルにしている小説とは気づかずに、この作品を激賞した。川端は、当時の文壇作品に、けばけばしく現れ出した〈カフェやバアの女給達の姿は、咲きくづれた大輪の花のやう〉で、〈余りに外面的〉、〈猟奇的な対象〉となっているが、『レストラン・洛陽』では、〈レストラン女給生活の真実〉、〈内から見た真実〉が描かれているとして、以下のように評した。

### 川端との10年ぶりの再会
初代には、徳川喜好、横須賀市の料理屋の息子など、取り巻きの男性は多かったが、その中に徳川喜好の友人で洋行帰りの桜井五郎がいた。桜井は汽車製造会社に務めており、地下鉄車輛研究のために1925年（大正14年）に渡米し、1928年（昭和3年）3月に帰国した。その年か翌年に桜井と初代は結ばれ、長男・和夫が1929年（昭和4年）に生まれたが、この男児はすぐに肺炎で亡くなった。夫婦は1930年（昭和5年）8月28日に正式に婚姻届を出し、翌1931年（昭和6年）11月23日に次男・貴和男が生まれた。初代の妹・マキは同年4月10日に、白田熀治郎に嫁いだ。
1932年（昭和7年）の春先3月初め頃、初代は下谷区上野桜木町36番地（現・台東区上野桜木）の川端家を訪ねた。住所を知らなかったため川端が顧問をしているレビュー劇場・カジノ・フォーリーの楽屋で川端の住所を訊ねてやって来た。10年ぶりの再会であった。夕方6時頃来て11時頃までいた初代は川端と書斎で対面中、ずうずうしい女だとお思いになるでしょうと何度も繰り返して、川端を懐かしがった。なお、その少し前の2月前半頃にも、初代が川端宅に出向いていると思われる記述が川端の作品などに見られる。
夫・桜井五郎が前年から失業し、生活が苦しかった初代は、小説家として有名になっていた川端を頼り、前夫・中林忠蔵との間の長女・珠江（当時8歳）を養女に貰ってほしいと頼んだ。その申し出を断られ、これ以降、初代は川端家を訪れることはなかった。
川端は妻・秀子の手前、初代をタクシーで駅まで見送ることもできず、家の門で別れて、その寂しい後ろ姿を見送りながら、この次また会うまでに10年かかるかなという気がした。16歳の頃の初々しさや美しさが失われた初代との再会で、川端の中にあった初代の〈少女〉の姿はなくなった。川端の「美神」の像は崩壊し、この出来事は、その後の川端の作品のいくつかのモチーフとなった。
川端宅訪問後の4月10日、初代の次男・貴和男が消化不良のために亡くなった。翌々年の1934年（昭和9年）12月2日には女児が生まれたが、美和子と名付けられたこの娘も1年後に亡くなった。桜井五郎は反骨無頼で、仕事が長続きしない向きのある性格で、そのため家族は苦労が多かった。

### 初代の苦労――44歳の死
1936年（昭和11年）5月19日に次女・匡子が誕生し、同年8月19日に岩手県江刺郡岩谷堂にいる父・忠吉が66歳で死去した。1938年（昭和13年）9月24日に三男・靖郎が誕生した。その後1940年（昭和15年）に、夫・桜井五郎は山口県下松市の日立車輛（日立製作所笠戸事業所）に就職し、一家で下松に移住した。翌1941年（昭和16年）9月に三女・三千代が誕生し、1943年（昭和18年）2月に四男・周二が誕生した。初代は中林忠蔵との珠代と、桜井五郎との間に7人の子供を儲け、内3人が夭折し、合計5人の子を育てた。
太平洋戦争中、一家は初代の父親の郷里の岩手県江刺郡岩谷堂に疎開した。初代は几帳面できれい好きであったため、一家の借りていた部屋の床はいつもよく磨かれていて、後々まで光り方が違っていたという。1945年（昭和20年）、終戦で山口県の日立車輛の工場は閉鎖された。東京も焼け野原で職はなく、一家は江刺郡岩谷堂に移住し、桜井五郎は胆沢郡水沢町（現・奥州市水沢区）で塗装業を営んだ。
1948年（昭和23年）、初代は長年の飲酒や心労の影響か、脳溢血で倒れた。その後回復はしたが半身不随となり、杖をついて足を引きずる身となった。1950年（昭和25年）、どうしても東京に行きたいという初代の希望により一家は上京し、江東区深川（旧・深川区砂町）に移住した。生活に困窮し、小学生の三男・靖郎まで夕刊売りや鉄屑拾いをした。
1951年（昭和26年）2月27日、初代は44歳で死去した。遺骨は夫の実家のある文京区向丘2丁目29-1の十方寺に納骨された。戒名は「初譽貞順大姉」。川端は、その4年後の1955年（昭和30年）頃、初代の妹・マキの次女の白田紀子から手紙をもらい、初代の死を知った。文学少女であった紀子は、有名作家に手紙を出してみたくなり、「初代の姪」と自己紹介し、演劇に興味を持っていることなども書いたが、投函した後にひどく恥ずかしくなったという。川端からの返事はなかった。
川端はその後1965年（昭和40年）7月に発表した水郷潮来の紀行文『水郷』の中で、初代の死に触れた。川端は、〈その少女〉との結婚の約束後たちまち破談し〈私の傷心は深かつた〉とし、水郷潮来の地と重ねながら以下のように思いを語った。
成長した初代の三男・靖郎は、松下電器の下請け工場・松栄製作所を開業して一家を養い、1972年（昭和47年）に神奈川県鎌倉市の鎌倉霊園に墓地を購入して、母の遺骨を移した。鎌倉霊園には、その年4月16日に亡くなった川端の遺骨も埋葬されたが、奇しくも初代の納骨日は、川端の納骨日と同じ6月3日であった。川端の納骨式には佐藤栄作など要人来訪で、当日は物々しい警備がなされていたために、その記録が残っていた。川端香男里は、霊園の事務所で聞いて初めてその事実を知り、「（川端と初代は）最後まで不思議な御縁があった」と語っている。

## 記念碑・像
1974年（昭和49年）4月16日の川端康成三回忌に、初代の父親・伊藤忠吉の郷里の岩手県江刺郡岩谷堂（現・奥州市江刺区）の増沢盆地を見下ろす向山公園の高台に、「川端康成ゆかりの地」の記念碑が建立された。題字は長谷川泉で、裏側の銘文は鈴木彦次郎が書いた。
川端康成生誕110年の年の2009年（平成21年）11月14日、 岐阜県岐阜市湊町397-2のホテルパークから、鵜飼観覧船乗り場に行く途中のポケットパーク名水に、「篝火の像」が建立され除幕式が行われた。長良川に向い、鵜飼船の篝火を眺める川端と初代が並んだ像となっている。

## 川端文学に与えた影響
川端康成が伊藤初代に強く惹かれた様々な要因の中の一因には、小学校も中退させられ、子守奉公に出された初代の生い立ちに不遇なものを見出し、両親の揃った恵まれた温かい一家団欒の中で子供時代を過ごせなかった彼女に、川端自身の孤児の境遇が重ねられていたこともあった。川端自身も以下で語るように、田中保隆は、川端が先験的に愛情を傾ける少女に共通する要素として、「いずれも市民社会での定着した生活的基盤を持っていなかったこと」、「寄る辺の少ない身の上であったこと」、「アウトサイダー的存在であったこと、しかもそこに気まぐれな遊びの気持が見られないこと」を挙げ、初代が〈非常〉の手紙で婚約解消した潔癖さから、彼女の処女性を推測している。
初代に対する川端の恋慕は、川端の初期作品の題材として大きな位置を占め、その婚約破談の痛手を癒すために過ごした伊豆湯ヶ島で、中学時代の小笠原義人の無償の愛や、一高2年の伊豆一人旅で出会った幼い踊子・加藤たみの無垢な好意を思い出すきっかけとなった。そこで綴られた107枚の草稿「湯ヶ島での思ひ出」から、『伊豆の踊子』『少年』という作品も生まれ、名作の成立過程にも少なからず影響を及ぼしている。
細川皓（川嶋至）は、『伊豆の踊子』の「薫」の造型には、伊藤初代の面影も重ねられているとし、「一件素朴な青春の淡い思い出をありのままに書き流したかにみえるこの『伊豆の踊子』という作品は、氏の実生活における失恋という貴重な体験を代償として生まれた作品だったのである」と考察している。板垣信は、『伊豆の踊子』の成立背景には、「失恋による傷心を純愛の思い出によっていやそうとする、作者の緊迫した心情」があるとし、それにより作品の抒情的世界への純化がいっそう深まっているとしている。
川西政明は、伊豆の踊子・たみが温泉場から真裸で飛び出して、手を振る天真爛漫な無邪気な姿に、〈子供なんだ〉と気づき、主人公である川端がさわやかな気持ちで〈ことことと〉笑いがこぼれる場面と、川端がカフェ・エランの鏡台のある部屋で偶然、初代の裸身を瞬間的に見た時に、「こんなに子供だつたのか」と驚いたことの共通性から、「川端にとり〈子供〉であることと処女であること、それが喪失するかしないかの危うい境界線上にある女性の存在がなにより大切なことであった」としている。そして、「初代と踊子を結ぶ回路」がそこにあることに気づいた川端が、初代との失恋を、どろどろした自然主義的な私小説で描くことには文学的な新しい世界が無いことを悟ったと川西は解説しながら、以下のように論じている。
そして、伊藤初代との10年ぶりの再会において、川端の心の中で描いていた初代の美しい少女の面影はなくなってしまうが、その原型の少女像や「美神」は新たな形に変化し、その文学作品の中で生き続けることになる。
森本穫は、川端の中で生き続けていた初代の面影の「美神」が、初代との再会により一旦崩壊してしまうが、それは川端の内部で密かに、「痛切な希求」として生き続け、成長したとし、初代の中で川端の愛が懐かしい思い出として残っていたことにより、「母の愛が娘のなかに生きつづけるという発想」の『母の初恋』や、養女として引き取った親戚の娘・黒田政子を描いた『故園』の無垢な少女として造型され、そこで川端が、「かつての伊藤初代に代わる、新しい〈美神〉を獲得した」と考察し、『故園』の少女と、『伊豆の踊子』の薫から寄せられた無償の愛、無心な好意の共通性を指摘している。

## 伊藤初代を題材にした作品

### 川端康成の作
初代を題材にした川端の作品群は、小説内や日記の仮名から「みち子もの」、あるいは初代の女給時代の通称から「ちよもの」と、研究者諸氏の間で呼称されている。
初代との婚約破談事件を事実に基づき、フィクションをほとんど交えずに描いている作品。
- 南方の火(1)（第6次新思潮 1923年8月） - この題名で連作にしようと試みた最初の一編。
- 篝火（新小説 1924年3月） - 長良川の宿で婚約したところまで。
- 非常（文藝春秋 1924年12月） - 突然の婚約破棄の手紙を受け取ったことを中心に。
- 霰（太陽 1927年5月） - 改題前「暴力団の一夜」。カフェ・パリとカフェ・アメリカでのことを中心に。
- 彼女の盛装（新小説 1926年9月） - 「非常」の手紙から最後の絶縁状以後に現れたカフェ・パリまでのこと。
- 南方の火(2)（文學界 1934年7月） - 改めてまとめて連作化しようと一回掲載でそのまま放置されたもの。
- 南方の火(3)（全集第2巻・温泉宿 1948年8月30日） - 「海の火祭」（中外商業新報 1927年8月13日-12月24日まで128回連載。全11章）の「鮎」の章（1927年10月9日-29日までの20回分）を独立させて改稿した完結編[47]。
- 新晴（未発表） - 1922年6月24、25日に執筆。「篝火」の元。
- 南方の火(1’)（未発表）- 最初の1923年7月発表の「南方の火」の続きの断片。

初代や彼女の父親とのエピソードの断片、10年後の再会など、部分的に題材として取り入れている作品。
- 日向（文藝春秋 1923年11月）
- 咲競ふ花（婦女界 1924年7月-1925年3月）
- 生命保険（文藝春秋 1924年8月）
- 弱き器（現代文藝 1924年9月）
- 火に行く彼女（現代文藝 1924年9月）
- 鋸と出産（現代文藝 1924年9月）
- 写真（文藝時代 1924年12月）
- 青い海黒い海（文藝時代 1925年8月）
- 丙午の娘讃（文藝時代 1925年12月） - 随筆
- 明日の約束（文藝思潮 1925年12月）
- 冬近し（文藝春秋 1926年4月）
- 伊豆の帰り（婦人公論 1926年6月） - 改題前「恋を失ふ」
- 合掌（婦人グラフ 1926年8月）
- 大黒像と駕籠（文藝春秋 1926年9月）
- 犠牲の花嫁（若草 1926年10月）
- 父（東京日日新聞 1926年10月3日）
- 五月の幻（近代風景 1926年12月）
- 入京日記（文藝時代 1926年5月） - 随筆
- 処女作の祟り（文藝春秋 1927年5月）
- 遥か昔（手帖 1927年6月） - 随筆
- 西国紀行（改造 1927年8月） - 随筆
- 母国語の祈祷（文章倶楽部 1928年5月）
- 真夏の盛装（週刊朝日 1930年7月20日）
- 二重の失恋（雄弁 1931年1月）
- 空の片仮名（中央公論 1931年6月）
- 水仙（新潮 1931年10月）
- 父母への手紙（若草 1932年1月。文藝時代 4月。若草 9月。1933年9月。文藝 1934年1月） - 自伝作品[注釈 23]
- 抒情歌（中央公論 1932年2月）
- 雨傘（婦人画報 1932年3月）
- 見知らぬ姉（現代 1932年3月）
- 父の十年（現代 1932年6月）
- 浅草に十日ゐた女（サンデー毎日 1932年7月）
- 化粧と口笛（東京朝日新聞 1932年9月20日-11月10日）
- 文学的自叙伝（新潮 1934年5月） - 随筆
- 姉の和解（婦人倶楽部 1934年12月）
- 母の初恋（婦人公論 1940年1月）
- 再婚者（新潮 1948年1月-5月。8月） - 改題前「再婚者の手記」
- 日も月も（婦人公論 1952年1月-11月。1953年1月-5月）
- 離合（知性 1954年8月）
- 弓浦市（新潮 1958年1月）
- 美しさと哀しみと（婦人公論 1961年1月-1962年3月。1962年5月-1963年10月）
- 水郷（週刊朝日 1965年7月2日） - 随筆
- 独影自命（新潮社 1970年10月） - 1948年刊行全集（全16巻）の「あとがき」をまとめたもの。
- 途中下車（未発表）
- 時代の祝福（未発表）
- 無題1（未発表）

### その他の作家
- 薄命（未発表 1921年4月で未完） - 鈴木彦次郎作
- ある恋の話（文藝時代 1924年10月） - 石濱金作作
- レストラン・洛陽（文藝春秋 1929年9月） - 窪川稲子（佐多稲子）作

## 家族・親族・身元引受人
父・伊藤忠吉（使丁）
明治元年（1869年）12月22日生 – 1936年（昭和11年）8月19日没
岩手県江刺郡岩谷堂字上堰14番地（現・奥州市江刺区岩谷堂）の大きな農家・伊藤家の長男として誕生。土地の風習で長子である姉・つねよ（慶応元年生まれ）が婿養子を迎えて伊藤家を継ぎ、忠吉は同村の菅原家の娘・すぎと結婚（婿入り）し二児を儲けるが離婚。
職を求めて1897年（明治30年）に故郷を離れ、北海道や仙台を経て福島県若松市（現・会津若松市）に渡り、大塚サイと知り合う。
サイとの間に、二女（初代、マキ）を儲ける。若松市川原町25番地の若松第4尋常小学校（現・城西小学校）の使丁（用務員）として夫婦で勤務。妻の死後は岩谷堂に戻り、1916年（大正5年）に岩谷堂尋常高等小学校増沢分教場（現・奥州市立岩谷堂小学校）の使丁となる。
母・サイ
1878年（明治11年）生 – 1915年（大正4年）3月10日没
福島県若松博労町字博労町94番地（現・会津若松市上町博労町4-24）の大塚源蔵の長女として誕生。
若松第4尋常小学校で臨時手伝いの用務員をしている時に伊藤忠吉と知り合い、二女（初代、マキ）を儲ける。肺炎のため、37歳で死去。
妹・マキ
1913年（大正2年）1月19日生 – 没年不詳
両親が住み込みで勤務していた若松第4尋常小学校の使丁室（用務員室）で誕生。
1931年（昭和6年）4月10日に白田熀治郎と結婚し、1932年（昭和7年）1月8日に長男・静也を儲ける。その後1940年（昭和15年）頃に次女・紀子を儲ける。紀子は結婚後に渡米。
祖父・大塚源蔵（雑貨商）
弘化2年（1845年）生 – 没年不詳
サイの父。二女（サイ、キヱ）を儲ける。福島県若松博労町字博労町94番地（現・会津若松市上町博労町4-24）で雑貨商を経営。大塚商店は、かつては鶴ヶ城に出入りする御用商人。
商売が振るわず、1915年（大正4年）10月13日に戸籍を東京府小石川区初音町9番地（現・文京区小石川）に移籍して一家で移住。その後1922年（大正11年）には北海道室蘭区（現・室蘭市）に転籍。
叔母・佐藤キヱ
生没年不詳
サイの妹。1889年（明治22年）に士族・角家の養子となり、1892年（明治25年）に士族・佐藤家の跡を相続。
姉・サイの死後に姪・初代を預かるが、子守奉公に出す。
夫・中林忠蔵（カフェ支配人）
1893年（明治26年）10月10日生 – 1927年（昭和2年）6月末没
青森県黒石町（現・黒石市）出身。中林家は、曽祖父に当る人物の代に醤油製造で成功し、黒石町でも有数の家であったが、その後に没落。
浅草のカフェ・アメリカの支配人をしている時、女給の初代と結ばれて長女・珠江を儲ける。関東大震災の後、宮城県仙台市に移住し、カルトンビルのカフェの支配人となる。
1924年（大正13年）に結核性の病となり、3年後に死去。
叔父・中林忠吉は関東大震災の後に、神奈川県横須賀市の海軍航空隊を除隊し、忠蔵と初代の所帯を訪問。忠吉は叔父でありながらも、忠蔵よりも5歳年下のため、忠蔵を「兄貴」と呼んだ。忠吉の姉（忠蔵の母）は、弟・忠吉と22歳の差があった。
従弟・中林良造（川柳誌『ねぶた』同人で、号は「瞭象」）は、酒類小売店を営み、菩提寺妙経寺にある中林家の墓地を管理。
長女・珠江
1923年（大正12年）11月生 – 不詳
中林忠蔵との間の長女。出生届は、東京府滝野川町（現・北区滝野川）で1924年（大正13年）3月30日生として出される。1932年（昭和7年）3月（当時8歳頃）に、川端の養女として出されそうになる。
再婚の夫・桜井五郎（車輛技師、塗装業）
1903年（明治36年）生 – 没年不詳
桜井家は、下総国古河藩主・土井家の家臣。文京区曙町に家があり、父・桜井省吾は警察署長を務めた。
蔵前工業高校を卒業後、汽車製造会社に勤務。1925年（大正14年）、地下鉄車輛研究のために渡米。1928年（昭和3年）3月に帰国。同年か翌年に初代と結ばれる。正式な婚姻届は1930年（昭和5年）8月28日。
1940年（昭和15年）に山口県下松市の日立車輛（日立製作所笠戸事業所）に就職し、一家で下松に転居。終戦後は、岩手県胆沢郡水沢町（現・奥州市水沢区）で塗装業を営む。
初代との間に、四男三女を儲けるが、内3人は夭折。
長男・和夫
1929年（昭和4年）生 – 1929年（昭和4年）没
桜井五郎との間の長男。生まれてすぐに肺炎で夭折。
次男・貴和男
1931年（昭和6年）11月23日– 1932年（昭和7年）4月10日没
桜井五郎との間の次男。消化不良のため夭折。
長女・美和子
1934年（昭和9年）12月2日生 – 1935年（昭和10年）没
桜井五郎との間の長女。
次女・匡子
1936年（昭和11年）5月19日生 –
桜井五郎との間の次女。
三男・靖郎
1938年（昭和13年）9月24日生 –
桜井五郎との間の三男。長男・次男が夭折したため実質的な長男。
江東区深川居住時の小学生時代に、夕刊売りや鉄屑拾いをする。成長後、松下電器の下請け工場・松栄製作所を開業し、一家を養う。
2014年（平成26年）に母・初代と川端のゆかりの地である岐阜県岐阜市を訪れた。
三女・三千代
1941年（昭和16年）9月生 –
桜井五郎との間の三女。山口県下松市で誕生。
四男・周二
1943年（昭和18年）2月生 –
桜井五郎との間の四男。山口県下松市で誕生。
身元引受人・山田ます（カフェ経営）
1887年（明治20年）2月2日生 – 1962年（昭和37年）没
父・山田亀吉と、母・さのが三女として岐阜県稲葉郡加納徳川町（現・岐阜市加納）で誕生。5人姉弟（てい、仁三郎、じょう、ます、角次郎）の4番目。父・亀吉は傘屋を営んでいた。
吉原の娼妓をしていたが、平出実（平出修の義理の甥）に身請けされて1911年（明治44年）5月17日に結婚。平出実は新潟県頸城郡高田町大字馬出1番地の出身で、17歳の時に実父・善吉（平出ライの兄）が死去し、叔母・ライの夫・平出修に引き取られていたが、1914年（大正3年）の平出修の死後の同年12月に、戸籍を新潟県高田市から本郷区本郷元町2丁目-61番地に移籍した。
その後、実とますは夫婦でカフェ・エランを開店するが、1年後に夫・実が店の女給・おしげ（本名・繁野）と駆け落ちしたため、ますは実と1919年（大正8年）12月26日に正式離婚。一旦閉店していたカフェ・エランは百瀬二郎の協力で再開する。
1920年（大正9年）7月10日頃、店の常連客らと潮干狩りに行った時に、東京帝国大学法科3年の福田澄男（彫刻家・石井鶴三の甥）と男女関係となる。同年、福田の台湾銀行就職に伴い、台湾に渡る。
ますはその後日本に帰国し、1927年（昭和2年）に岐阜県稲葉郡加納町大字東加納16番地に住む石榑万治郎と結婚した。万治郎との間には養子・昭二がいた。昭二は妻・和子と夫婦になり、1965年（昭和40年）に死去。
ますの甥・山田清一（仁三郎の長男）は1902年（明治35年）5月17日生まれで、川端らが岐阜を訪ねた1921年（大正10年）時点で19歳。初代が姉さまかぶりをしていたのと同じ模様の手ぬぐい地で仕立てた浴衣を、ますから貰い着たことがあるという。
養父・青木覚音（住職）
1872年（明治5年）生 – 没年不詳
岐阜県稲葉郡加納町6番地（現・岐阜市加納新本町1）の浄土宗西方寺の住職。六尺の大男。田舎碁の初段。托鉢に「かんかん」鉦を叩いてまわるところから、「かんかん坊主」という異名があった。寄進は茶碗一杯の白米の時も多く、初代がそれを入れる袋を持ち従っていたこともあったとされる。
1916年（大正5年）11月6日に妻・つうを亡くし、間もなく高橋ていと同居を始める。ていは高橋家の戸主のため、正式に入籍は出来なかったが、実質上の夫婦となる。
ていの妹・ますから預かった初代を強姦。
養母・高橋てい
1880年（明治13年）8月4日生 – 没年不詳
山田ますの姉。高橋藤次郎に嫁いだが、子供のないまま1916年（大正5年）1月23日に未亡人となる。その後、西方寺の住職・青木覚音と同居。